# Яня Гора
45°05′ пн. ш. 15°25′ сх. д. / 45.08° пн. ш. 15.41° сх. д.
Яня Гора (хорв. Janja Gora) — населений пункт у Хорватії, в Карловацькій жупанії у складі громади Плашки.

## Населення
Населення за даними перепису 2011 року становило 112 осіб.
Динаміка чисельності населення поселення: